# Imperivm III: las grandes batallas de Roma
Imperivm III: las grandes batallas de Roma (también conocido como Imperivm GBR, Imperium GBR, o Imperivm III) es un videojuego de estrategia para PC producido por FX Interactive, basado en hechos históricos ocurridos en Europa y el Norte de África. En concreto, el jugador puede revivir acontecimientos como las campañas de Marco Aurelio en Germania, la conquista de Egipto y Britania, el asedio de Alesia o la batalla de Zama. 
El jugador puede ponerse al mando de los ejércitos de siete importantes civilizaciones antiguas: Roma, Egipto, Germania, Britania, Hispania, Galia y Cartago. A estas se les suman grandes personajes como Julio César, Cleopatra, Marco Aurelio, Augusto, Cayo Julio Agrícola, Aníbal, Vercingétorix, Arminius, Escipión Emiliano, Publio Cornelio Escipion "El Africano", Boudica...
Este juego no sólo está basado en hechos y batallas históricas, sino que además se ha inspirado profundamente en yacimientos arqueológicos, cerámicas, enterramientos, etc para realizar tanto las estructuras como las unidades. 
Este videojuego ha vendido más de un millón de copias en España e Italia.
En 2018 se ha estado desarrollando una versión en alta definición de este juego llamada Imperivm HD Edition, en Steam. El desarrollador ha prometido incluir una facción inclusive, reviviendo así este videojuego.

## Grandes batallas
La gran novedad del juego son las "grandes batallas", escenarios que siguen una historia pero jugables de forma independiente (al contrario de los tradicionales modo "campaña" o, en el caso de Imperivm, "aventura"). Se agrupan en dos grandes bloques:
- Batallas de Roma: Aquí controlas a las tropas del Imperio romano en sus diversas victorias históricas:
  1. Desembarco en África (204 a. C.)
  2. El asedio de Numancia (134 a. C.)
  3. El sitio de Alesia (52 a. C.)
  4. Augusto en el Nilo (31 a. C.)
  5. La conquista de Britania (77)
  6. Marco Aurelio en Germania (167)

- Desafíos de Roma: Donde el jugador toma el control de diferentes generales que vencen a Roma:
  1. Aníbal a las puertas de Roma (216 a. C.)
  2. Viriato domina Hispania (146 a. C.)
  3. Egipto en armas (58 a. C.)
  4. La batalla de Gergovia (52 a. C.)
  5. Arminio, general rebelde (9)
  6. La rebelión de Boadicea (60)

## Unidades
Cada civilización de Imperivm tiene muchas clases de guerreros, y todas tienen características especiales, unas más fuertes que otras. Es posible formar grupos de hasta 50 unidades bajo el mando de un héroe.

### Iberos
- Milicianos: Infantería ligera con la habilidad de volver a convertirse en ciudadanos en las aldeas o fortalezas. Derrotan al soldado germano y britano en combate singular.

- Arqueros: Como los demás arqueros, custodian las fortalezas y son controlables si los reclutas en el cuartel. Hay que resaltar que el arquero apostado en las murallas (centinela) posee la cualidad especial "vista de lince", que ayuda a evitar emboscadas enemigas cerca de la fortaleza. Agotan la energía de los enemigos a distancia, siempre útiles.

- Honderos: Los famosos honderos iberos (ver Hondero balear), que desde sus posiciones debilitan al enemigo, siendo un buen complemento en el ejército hispano. Muy poderosos en el combate a distancia. Tienen la habilidad de matar de un solo disparo a unidades que se encuentren 8 niveles por debajo de ellos, por lo que se saca auténtico partido a esta unidad a altos niveles. Su vitalidad aumenta con el nivel, por lo que resultan una unidad excelente.

- Defensores: Con una gran resistencia a los golpes del enemigo, ideales para defender cualquier fortaleza o posición. Son lanceros pesados, muy resistentes y fuertes. Poseen la mayor defensa de todo el juego, por encima incluso de los héroes. Son el escudo de la civilización ibera. Al igual que el hondero, suman vitalidad con el nivel.

- Jinetes iberos: Es la caballería más poderosa de Imperivm en cuanto a ataque se refiere, ya que su habilidad "Carga" les permite lanzar un brutal golpe octuplicando su ataque, pero no son aptos para ataques directos ya que su baja defensa hará que caigan en el acto. Son perfectos para ataques a unidades en retirada, o por la retaguardia. Rápidos e ideales para explorar.

- Guardias de élite: Equipados con hachas pesadas y escudos, son la infantería pesada y brazo ejecutor de todo ejército ibero. Son capaces de realizar enormes cantidades de daño, especialmente cuando atacan en grupo y/o apoyados por honderos. Sólo los Highlander britanos, guerreros de Fand galos, pretorianos romanos y jefes normandos pueden abatirles en combate singular.

- Guerrilleros: Hombres que actúan individualmente y que conocen a la perfección la técnica de la emboscada. Son invisibles (excepto ante la "vista de lince") y no consumen víveres. Alto poder de ataque y defensa, terror de los héroes solitarios si atacan 4 o 5 por sorpresa.

- Sacerdotisas: Las sacerdotisas tienen entre otros poderes el enseñar técnicas de guerra a los soldados y realizar conjuros de protección. Pueden ser sacrificadas para sanar a unos pocos guerreros circundantes. Capaces de crear ejércitos de guerreros al nivel 12 en instantes.

### Cartago
- Infantes númidas: Infantería ligera númida, entrenados desde jóvenes en los desiertos de Numidia y con el poder de vengarse cuando son heridos de muerte.

- Lanceros libios: Aguerridos soldados con jabalina que sustituyen en Cartago a los arqueros. Su habilidad "penetración" hace inútil cualquier armadura enemiga. Si son centinelas, revelan a los soldados enemigos emboscados cerca de la fortaleza.

- Luchadores mauritanos: Despiadados guerreros del África profunda que confían en sus dos espadas para eliminar enemigos debilitados por el combate. Son útiles para rematar a enemigos heridos, pero tienen una defensa mediocre.

- Guerrero con maza: Crueles guerreros que usan su terrible maza contra el enemigo. Esta unidad puede reclutarse, se sea o no cartaginés, introduciendo campesinos en fortines de reclutamiento, donde serán entrenados y se convierten en guerreros con maza. De gran poder de ataque, aunque paupérrima defensa.

- Tuareg: La perfecta caballería del desierto sobre camellos, formada por nómadas capaces de revelar incluso a los enemigos mejor emboscados. Armados con lanzas, son unidades muy buenas para rápidos ataques de ida y vuelta.

- Nobles: Los hijos de los más influyentes cartagineses son extraordinarios guerreros que forman la élite de la infantería pesada. Son muy poderosos contra arqueros e infantería barata, pero no brillan demasiado frente a sus homólogos de otras civilizaciones, como el highlander o el pretoriano.

- Elefantes de guerra: La famosa bestia que causó estragos entre las líneas de todos sus enemigos, incluidos los romanos. Son enormemente potentes, pero consumen más víveres que el resto. Capaces de dañar a todo enemigo en contacto con ellos a su alrededor. Son unidades ideales contra numerosos ejércitos de unidades cuerpo a cuerpo.

- Chamanes: Capaces de maldecir al enemigo para que fallen su próximo golpe e invocar espíritus vampíricos una vez muertos. Excelentes unidades de apoyo en ejércitos. Puedes alimentar 2 unidades por cada chamán.

### Galia
- Guerreros galos: Infantería ligera que no necesita armadura para arrasar al enemigo con su habilidad "Penetración", del que además es capaz de aprender.

- Arqueros: Los arqueros galos son especialistas en debilitar al enemigo desde la distancia. Los que sirven de centinelas revelan emboscadas en la fortaleza.

- Guerrero con hacha: Los más expertos guerreros de la Galia son temibles entre todo el mundo gracias a sus hachas. Una gran unidad cuerpo a cuerpo pero muy vulnerable a arqueros.

- Lanceros: Con poderosa armadura capaz de resistir los golpes más contundentes. Muy eficaces en la defensa y en el ataque. Son unidades muy polivalentes, ideales en cualquier estrategia.

- Jinete galo: Jinetes que como toda la caballería es capaz de cargar contra el enemigo, siendo esta la mejor del juego. Indispensable para ganar la batalla.

- Guerreras galas: Mujeres entrenadas para la batalla que son el terror de los enemigos heridos. Pueden eliminar a cualquier enemigo cuya salud este por debajo del 50% (no funciona contra héroes).

- Guerrero de Fand: Soldados independientes de la más alta clase gala con cuyos tridentes se hacen respetar entre las filas enemigas. Son el segundo guerrero independiente más poderoso del juego. Capaz de derrotar a ejércitos enteros gracias a su habilidad "Triunfo", que los sana completamente con cada victoria.

- Druidas galos: Tan expertos en el medio que son capaces de ocultarse de la vista del enemigo y curar a los aliados heridos.

### Roma republicana
- Legionarios: Los famosos componentes de las legiones de Roma que conquistaron el mundo. Tienen la habilidad de Inmunidad, que evita que el legionario pierda puntos de vida con los diez o más primeros golpes, que primero reducen sus puntos de salud.

- Arqueros: Tan diestros en el combate a distancia como en la defensa de las fortalezas. Poseen una defensa especial que equivale al doble de los puntos de energía que el arquero romano posee.

- Gladiadores: Hombres entrenados duramente para entretener a la plebe con durísimos combates, tienen la capacidad de aprender del enemigo más poderoso. Su habilidad Golpe Experto le permite acabar de un solo ataque a un oponente inferior en 8 niveles o más a este.

- Princeps: La legendaria infantería pesada romana, el terror de cuantos se atreven a desafiarlos. Tienen la habilidad de restablecer su energía más rápidamente, incluso en plena batalla. Les diferencia del legionario porque van equipados con pilum.

- Équites: Los jinetes romanos que con su carga comprometen la victoria enemiga. Poseen una defensa especial que equivale al doble de los puntos de energía que el équite posee. Son muy veloces e ideales para explorar pero realmente débiles contra muchas unidades.

- Tribunos: Importantes hombres de Roma que toman las armas y arrasan al enemigo e incluso son capaces de defenderse y retener su ataque hasta que el rival esté débil por el combate. Pelean utilizando dos gladius al mismo tiempo. Gracias a su habilidad no reciben daños durante diez golpes, aunque por cada golpe suyo en modo contención sube un punto de energía, lo que le hace muy bueno contra unidades cuerpo a cuerpo. Además su habilidad "penetración" permite acabar con unidades "inmunes", como legionarios o defensores, rápidamente.

- Carros de guerra: Hombres independientes que siembran el caos en el campo de batalla con sus carros tirados por caballos y sus diestras flechas. Pueden asestar disparos triples que triplican su ataque. Unidades letales para ataques silenciosos o a largas distancias. Buenos también para atacar en grupos de 10 al héroe enemigo por la retaguardia.

- Sacerdotes de Júpiter: Mediadores entre los dioses y los hombres que pueden sanar a los guerreros aliados incluso en el fragor de la batalla y lanzar rayos y nubes tóxicas sobre los enemigos, aunque deben sacrificar su vida para ello.

### Imperio Romano
En la Roma Imperial todas las unidades son iguales excepto algunos cambios. 
Los tribunos cambian por pretorianos: Los pretorianos son infantería pesada y experta que resulta muy útil contra cualquier enemigo. Son una unidad auténticamente temible, con la facultad de devolver al enemigo el daño infligido cuerpo a cuerpo y regenerar energía con cada golpe. Las unidades capaces de causar un gran daño mediante alto poder de ataque y/o habilidades especiales encuentran una muerte rápida.Es la unidad vinculable a un héroe más fuerte en combate singular, incluso superando a las valkirias en igualdad de condiciones.
Los carros de guerra cambian por liberatus: Antiguos esclavos gladiadores ahora libres que entre muchas cualidades pueden aprender del enemigo. Son temibles enemigos, presentes en los fortines al inicio del juego.
Los gladiadores son sustituidos por los vélites: Infantería ligera romana que lanza sus jabalinas entre las filas rivales. Los vélites poseen la habilidad de Ataque experto, por la cual infligen el daño de su ataque + el nivel que posea la unidad. Además poseen la habilidad de Aprendizaje, por la cual obtienen experiencia al asestar golpes a un enemigo de nivel superior.

### Germania
- Luchadores germanos: Hombres del norte con una gran vitalidad en la batalla. Infantería básica en la batalla, derrotan únicamente al guerrero britano en combate singular.

- Arqueras: Mujeres germanas expertas en tiro con arco. Idénticas al luchador germano en todo, salvo que poseen menos defensa en compensación por atacar a distancia.

- Guerreros con hacha: Capaces de infligir un daño bestial con sus enormes hachas de guerra, pero con un aguante más bien mediocre.

- Cazadoras: Jóvenes guerreras con jabalinas capaces de superar la defensa del enemigo, y especialistas en la táctica de la emboscada. Invisibles a la vista de los enemigos, aunque no a vista de lince.

- Jinetes teutones y arqueros teutones: Germanos nómadas que superan al enemigo en sus veloces caballos, ya sea lanzando flechas o usando sus mazas. Cualquier civilización puede contratar jinetes teutones si vence a los regimientos que hay en los campamentos teutones en casi todos los mapas. Son veloces y son ideales para hostigar al enemigo. Pueden reconvertirse en jinetes o arqueros en cualquier momento.

- Guerreros con maza: Germanos temibles ante su simple vista. Iguales en poder de ataque a los pretorianos romanos, con una gran vitalidad pero nula defensa. Son capaces de acabar con el enemigo de un solo golpe si este se encuentra 8 niveles o más por debajo de ellos. Temibles a niveles altos, capaces un grupo de ellos de acabar con todo un ejército.

- Valkirias: Mujeres germanas montadas a caballo que individualmente y a un cierto gran nivel de experiencia, son probablemente la unidad más poderosa (solo ganaría en salud porque en ataque y defensa no mejoran en nada, excepto si van vinculadas al héroe) de todo el juego, superando a los guerreros de Fand o los jefes normandos, gracias a su ataque letal, que consiste en si la valkiria tiene el doble de salud que el enemigo y este recibe daño, será eliminado, gracias también a su otra habilidad, resistencia, por cada nivel aumenta 5 puntos su salud.

### Egipto
- Luchador egipcio: El mejor guerrero de base entre todas las civilizaciones. Derrota en combate singular incluso al legionario romano. Tiene la habilidad especial de Desvanecimiento, que deja sin una gota de energía a toda unidad a la que ataca en un solo golpe. Por lo tanto los guerreros en combate cuerpo a cuerpo contra estos pierden cualquier habilidad especial que posean. Tiene una gran vitalidad.

- Arqueros: Hombres expertos en tiro con arco. Idénticos a los arqueros iberos en todo, salvo por el detalle de tener una mayor velocidad de disparo a costa de menor salud. Capaces de mermar la energía de la unidad atacada, aunque no a un ritmo tan bestial como el luchador.

- Lanzadores de hachas: Especialistas en el lanzamiento de hachas. El terror de los héroes enemigos, ya que tienen un poder de ataque formidable y una gran velocidad de disparo. Son realmente temibles empleados en gran número y acompañados de unidades cuerpo a cuerpo. Debido a su habilidad Golpe triple (hace el triple de daño) son muy útiles manteniendo la posición en cualquier tipo de formación.

- Guerrero de Anubis: Guerrero dedicado al dios Anubis, fortísimos en ataque, letales con la espada. Capaz de aniquilar a unidades heridas por debajo del 50% de su vida total de un solo golpe.

- Guerrero de Horus: Temible guerrero de arma corta dedicado al dios Horus. Gracias a su habilidad especial son capaces de quitar con cada golpe un 10% de vida del enemigo, por lo que a los diez golpes el enemigo es derrotado en condiciones normales.

- Guardian del Nilo: Gran guerrero especialista en defensa, e igualmente mortal en ataque. Unidades ideales para la defensa de posiciones y poseedoras de una gran polivalencia. Con su habilidad especial "Inmunidad" el guerrero no recibe daño en los primeros 10 ataque, y con su habilidad "Ferocidad" restaura completamente su energía al derrotar a un enemigo, siendo de nuevo invulnerable.

- Carro de Osiris: Carros cuyas flechas envenenan permanentemente al enemigo, a menos que este se recupere por encima del 90% de su salud. La única unidad de caballería egipcia, rápida y bien equilibrada en ataque y defensa. Solamente se pueden tener diez y no se pueden ligar a ningún héroe.

- Sacerdotes: Capaces de quitar la energía al enemigo igual que los luchadores, pero sin la habilidad de curar unidades amigas. Los sacerdotes son exclusivamente de apoyo a la infantería, aunque pueden convertirse en espíritus vampíricos al morir e invocar nubes tóxicas.

### Britania
- Guerrero britano: No muy diestro en combate, es la peor unidad base de todo el juego. Su único punto a favor es la posibilidad de ser reclutados en gran número debido a su bajo coste. No es recomendable emplearlos sin el apoyo de otras unidades, y a medida que avance la partida prescinde totalmente de ellos.

- Arquero britano: Letales ante todo enemigo. Sacrifican habilidades de apoyo como la de agotar al enemigo por mayor capacidad de ataque a distancia. Imprescindibles para esta civilización tenerlos en gran número, en cuyo caso le pondrán las cosas difíciles al enemigo para ganar.

- Lancero britano: Al tener dos habilidades contrapuestas, "Inmunidad" y "Penetración", son muy polivalentes, pero esto dura poco ya que ambas habilidades consumen energía. Úsalos para labores especializadas de defensa o ataque, pero nunca como ejército mixto, pues se quedarán rápidamente sin sus dos bazas.

- Luchador caledonio: Ideales para la defensa de cualquier territorio. Buen ataque y mejor defensa, unidad muy equilibrada y duradera. Son muy buenos para cualquier estrategia, aunque siempre apoyados por unidades de ataque a distancia.

- Lanzador de jabalinas: Mortales ante unidades debilitadas. Es capaz de matar de un disparo si se da el caso. Capaces de sacar ventaja rápida al inicio de la partida, pero mucho cuidado con dejarlos expuestos.

- Highlander: Unidad formidable, la segunda mejor infantería (sin "Libertad") de todo el juego. Poder de ataque devastador, intocable hasta el undécimo golpe y enorme vitalidad. Son el brazo ejecutor del ejército britano. Letales contra cualquier unidad salvo pretorianos (¡y cuidado con las unidades con "Obstinación"!). Polivalentes tanto para ataque como para defensa. En razón de todo lo anterior, son bastante caros.

- Jefe normando: El mejor guerrero individual del juego, por encima incluso del guerrero de Fand galo. La unidad con más poder de ataque de todo el juego, igual al de una catapulta. Su principal baza es que es capaz de curar la misma cantidad de vitalidad que quita al enemigo, por lo tanto pueden ser (y son) extremadamente peligrosos. Al combinarlos con el poder invisible de los druidas son letal incluso para los héroes. Un único jefe normando con experiencia puede derrotar a un ejército entero de infantería ligera.

## Objetos mágicos y amuletos
La antigüedad era una época propicia para la superstición, y este juego lo refleja mediante objetos que poseen un poder mágico que ya pueden proteger al portador, darle salud, etc. El jugador no debe despreciar dichos amuletos porque son muy efectivos, sobre todo en los héroes. 
Existen amuletos pasivos que hacen efecto simplemente por portarlos, amuletos activos que han de ser empleados activándolos el jugador, y amuletos mixtos, con funciones activas y pasivas. Asimismo algunos amuletos activos tienen usos limitados y otros no. Finalmente podemos diferenciar entre amuletos que podemos encontrar en el mapa y amuletos propios de determinadas civilizaciones, que se desbloquean previa investigación de una o varias tecnologías.

### AMULETOS DE ACCESO EN EL MAPA
Estos objetos se pueden obtener en lugares mágicos del mapa señalados por un círculo de piedras blancas los de bajo rango o por estructuras en ruinas los más poderosos. Una vez que un objeto es retirado de su lugar de origen volverá a aparecer una nueva unidad del mismo pasado un tiempo. Los de bajo rango aparecen en pequeños túmulos, árboles secos, tocones o pozos y localizándose siempre el mismo tipo de objeto asociado a cada uno de estos lugares, pudiendo ser retirado de los mismos por todo tipo de unidades y pudiendo ser intercambiados de unidad. Respetando siempre un máximo de 4 por unidad.
Hierbas curativas: curan completamente al portador cuando se utilizan, acto seguido desaparecen. 
Agua curativa: reparte hasta 2.000 puntos de salud entre las unidades amigas más cercanas si están heridas.
Setas venenosas: al usarse dan al portador un nivel,pero solo pueden ser usadas con más del 91% de vida ya que al ser usadas te quitan el 90% del total.
Piel de serpiente: suma 10 puntos de ataque al portador.
Trigo: reparte 200 unidades de víveres entre las unidades cercanas.
Pluma: añade 200 puntos de salud al portador.

Los más poderosos aparecen en las ruinas y una vez retirado no tiene por qué aparecer el mismo objeto, siendo lo normal que pasado un tiempo aparezca otro diferente, pero siempre del rango de más poder. A las ruinas solo pueden entrar los héroes que tengan el nivel requerido por la ruina, que inicialmente es 4 pero cada vez que se retire un objeto sumará 4 niveles, por lo que avanzada la partida solo los héroes muy poderosos podrán acceder. Además el héroe perderá el 90% de su salud durante la retirada del objeto, que igualmente tardará un poco de tiempo.
Puño del triunfo: devuelve a su portador 100 puntos de salud cuando derrota a un enemigo. 
Piedra de fuego: aumenta por sí solo el ataque del portador en 60 puntos, y cuando se utiliza sirve para curar al portador utilizando la energía de alguna unidad amiga cercana. 
Gema de la sabiduría: si un héroe lo lleva y uno de sus soldados muere, dicho héroe tiene un 50 % de probabilidades de recibir parte de la experiencia del guerrero caído.
Ankh de oro: proporciona a su portador 500 puntos más de salud y 8 de defensa. 
Anillo del poder: incrementa en 20 puntos el ataque del portador, y cuando se recarga hasta 500 puntos que son transferidos al portador en paquetes de 25 por segundo cuando este es herido. Cuando el anillo pierde carga volverá a cargarse una vez el portador esté sanado. 
Papiro de los muertos: cuando lo lleva un héroe todos los guerreros a él vinculados tienen un 10% de posibilidades de volver al mundo como espíritus si caen (los espíritus aparecen algunos segundos y quitan salud y energía al enemigo más cercano, aunque no lo atacan). 
Guantes de la Salud: aumenta la salud en 1200 puntos y al utilizarlo puede curar una unidad aliada tomando la salud del poseedor. 
Dedo de la muerte: al ser usado mata a tres unidades enemigas cercanas excepto héroes. Tiene 6 usos antes de desaparecer.
Cuerno de la victoria: resta 20 puntos de salud a 12 unidades enemigas cercanas. Tiene 12 usos antes de desaparecer.
Colmillo de elefante: cura al portador en paquetes de 20 puntos de salud por segundo sin límite de los mismos (al contrario que el anillo de poder).
Colmillo de jabalí: añade 5 niveles a la experiencia del portador.

### AMULETOS DE CIVILIZACIONES
Estos amuletos se obtienen investigando ciertas tecnologías en las fortalezas, todos son de tipo pasivo y generalmente aportan ventajas de combate necesarias a partir de la fase media de la partida. Aunque cuenta para el cómputo total de objetos que puede llevar una unidad no pueden ser intercambiados ni abandonados (a excepción del botín de guerra). La forma de obtenerlos ese investigar la tecnología y reclutar una unidad en las fortalezas de dicha civilización, aunque nunca serán otorgados a los héroes. La única excepción al sistema son los egipcios, con los que primero se reclutan las unidades y después se compran los objetos.
Amuletos egipcios: se compran en la herrería, siendo necesario un mínimo de 5 unidades en la fortaleza. Una vez comprado se otorgará el amuleto a entre 5 y 50 unidades, permitiendo una nueva compra si se desean mejorar más unidades.
Talismán de la defensa: añade 4 puntos de defensa adicionales al portador hasta que vence a su primer enemigo. 
Talismán de ataque: aumenta 4 puntos el ataque del portador hasta que este acaba con el primer enemigo. 
Talismán de la sabiduría: da al portador 4 niveles adicionales hasta que derrota a su primer enemigo. 
Amuleto de la salud: incrementa en 40 los puntos de salud del portador hasta que este derrota a su primer rival. 
Amuleto romano común: el regalo de los dioses es un amuleto compartido por replicanos e imperiales (el único con el que cuenta el imperio). Se investigan en el templo y permite que el portador recupere totalmente su salud cuando derrota su primer enemigo, entonces el amuleto desaparece.
Amuletos romanos republicanos: además del regalo de los dioses los republicanos pueden investigar tres amuletos en el coliseo.
Insignia protectora: incrementa un 20 % la defensa del portador. 
Insignia de la fortaleza: incrementa un 20 % la salud del portador. 
Insignia del combate: incrementa el ataque del portador un 20 %.

Amuletos galos: se investigan en la taberna, siendo necesario desbloquear primero los dientes de oso antes de acceder al cinturón de fuerza.
Dientes de oso: incrementa la capacidad de ataque del poseedor en 4 puntos. 
Cinturón de fuerza: incrementa la capacidad de defensa de su poseedor en 4 puntos. 
Amuleto cartaginés: el botín de guerra se investiga en el coliseo. Una vez desbloqueado cada vez que una unidad derrota a un enemigo obtiene uno de estos objetos y que cuando entra en un foro o fortín el botín de guerra se cambia por 100 piezas de oro y desaparece. Es el único objeto de civilizaciones que puede ser intercambiado o abandonado a voluntad del jugador y también es el único que afecta a todas las unidades bajo mando del jugador independientemente de la civilización a la que pertenezca la unidad. 
Amuletos britanos: se investigan en el templo de Morrigan (equivalente al coliseo).
Escudo de la nobleza: los guerreros con nivel superior a 12 obtienen 4 puntos adicionales de defensa al derrotar a su primer enemigo. 
Espada de la nobleza: los guerreros con nivel superior a 12 obtienen 4 puntos adicionales de ataque tras derrotar a su primer enemigo. 

Los germanos e iberos carecen de amuletos para sus tropas

## Recursos en Imperium
En la saga Imperium la estrategia es totalmente militar, es decir, no se puede construir, ni hay que economizar diversidad de productos, sino que tan sólo se deben gestionar dos recursos: oro y comida. 

### Oro
El oro se crea automáticamente en las fortalezas (ciudadela amurallada), y su ritmo de crecimiento es directamente proporcional a la población de la fortaleza (por eso es mejor tener la población alta). El oro sirve para ejecutar órdenes en los distintos edificios y para reclutar unidades (excepto para los germanos, que reclutan con comida). 
Si se introducen 2.000 unidades de este recurso en fortines del oro, poco a poco la cantidad aumenta. Si das la orden, unas mulas de carga pueden llevar el oro periódicamente adonde se precise. 
Por otro lado, cada civilización suele tener alguna orden para aumentar el oro.

### Comida
La comida o víveres se producen en las aldeas (asentamientos sin amurallar). Cuanta más población tenga la aldea, antes se producirán los víveres. Los soldados necesitan víveres para tener buena salud, por lo que es sensato crear rutas automáticas hacia la fortaleza. Durante las campañas en campo abierto, se debe llevar una mula cargada de víveres para alimentar a las unidades sobre el terreno. 
En la civilización germana, se usan para reclutar unidades. 
Algunas civilizaciones tienen órdenes para aumentar víveres.

## Tácticas de batalla
En Imperium III, el jugador debe entrenar ejércitos de unos 50 hombres cada uno(o más, si es que tu héroe tiene la capacidad ´´liderazgo`` reforzada con 1 o más ptos.) y capturar las fortalezas del escenario hasta llegar a la fortaleza del jugador enemigo (aunque puede ir directamente a ella, es recomendable que luche antes con los guerreros neutrales de los fortines). 
Para entender las tácticas de batalla, nada mejor que saber qué es un fortín y para que sirve cada tipo. 

### Fortín del oro
Son estructuras de diseño egipcio o romano. Si se introducen en él 2.000 unidades de oro (mediante unidades de transporte como mulas, carros o camellos), la cantidad se incrementa poco a poco. Por tanto, es muy aconsejable crear una ruta automática desde el fortín hasta nuestra fortaleza para recibir una constante caravana de oro.
Tipo Egipcio: Al principio del juego los fortines neutrales de diseño egipcio se capturan solo con pasar cerca (al igual que las aldeas neutrales), y en su interior contienen 500 unidades tanto de comida como de oro.
Tipo Romano: El tipo romano cuando es neutral está guarnecido por 20 liberati y al derrotarlos hay 1.000 U. de oro en el fortín

### Fortín de reclutamiento
Son fortines de diseño cartaginés. Si introduces en ellos algunos campesinos, al cabo de unos minutos obtendrás guerreros con maza cartagineses. Se recomienda alimentarlos introduciendo comida en el fortín.En neutral lo defienden 24 guerreros con maza y al conquistarlo habrá 20 aldeanos cartagineses (conviene dejarlos, para formar guerreros con maza) y 2000 Uds. de víveres.

### Fortín de adiestramiento
De diseño britano o ibero. Los guerreros allí alojados consiguen llegar al nivel 8 con el paso del tiempo.
Tipo Britano: Para apoderarse de ellos en el comienzo, se debe derrotar a los 10 Highlanders dentro de él, con una recompensa de 2.000 U. de comida
Tipo Ibero:Es necesario vencer a los 12 Honderos y 10 Defensores alojados en el fortín para capturar este y 1.000 unidades de oro

### Fortín de comercio
Con el galo o el germano como estilos arquitectónicos, en los fortines de comercio se intercambia comida por oro(a razón 20:10, respectivamente), más o menos a la misma velocidad del fortín del oro. Es recomendable crear una ruta automática de suministros desde una aldea cercana al fortín, y de este a la fortaleza para recibir un suministro constante de oro.
Tipo Galo:En el comienzo de la partida ve a este fortín neutral, derrota a los poderosos Guerreros De Fand, ganaras el fortín junto con 1.000 o 500 unidades de oro y comida respectivamente.
Tipo Germano:Al vencer a las 10 Valquirias neutrales que lo custodian conquistarás el fortín y habrá 1.000 U. de oro al interior del fortín a tu disposición.

### Puertos
Manda unidades de oro al puerto para construir barcos que manden a tus tropas hacia otras islas y continentes. Una vez que conquistes fortalezas enemigas, puedes crear una ruta automática de oro y víveres hacia el puerto capturado, desde este puerto hacia el puerto de tu isla, que se mandarán en pequeñas barcas, y desde este último hacia tu fortaleza principal.

## The Great Battles of Rome Imperivm HD Edition
En 2018, un grupo de desarrolladores, apoyados por FX, empezaron a trabajar en una versión beta del juego, actualmente disponible en la plataforma Steam. Esta nueva versión es conocida en su comunidad más numerosa como o Imperivm III HD. Una serie de actualizaciones constantes muestran características como las siguientes: gráficos mejorados (HD), nuevos elementos decorativos y funcionales del mapa, balance de unidades, nuevos edificios, nuevas unidades, nuevo idioma disponible (Inglés) y actualizaciones automáticas.  

## Imperivm GBR: Greek Civilization MOD
En 2016, el equipo RattlesMake inició una expansión del juego llamada Greek Civilization MOD con todos los cambios pertenecientes a la versión Steam (hasta la versión 1.54) y la introducción de una nueva civilización: la griega. La primera versión fue lanzada el 1 de septiembre de 2017 hasta la versión 1.8. En septiembre de 2020, el MOD de la civilización griega terminó en el visor de FX, por lo que RattlesMake se vio obligado a eliminar todas las pistas de la red del mod debido a una violación de los derechos de autor.